# Ruby O. Fee
Ruby O. Fee, född den 7 februari 1996 i Puerto Viejo de Talamanca, är en tysk skådespelare. Hon är sedan 2019 i ett förhållande med Matthias Schweighöfer.
Fee har bland annat medverkat i Army of Thieves där hon spelade karaktären Korina Dominguez. I Netflix-filmen Brick där hon spelade Olivia, en huvudrollerna.

## Filmografi (i urval)
- 2020 – Børning 3
- 2021 – Army of Thieves
- 2025 – Brick